# Топологија
Топологија (од грчког τόπoς „место“ и λόgoς „наука, знање, реч“) је грана математике која проучава глобалне (геометријске) структуре и тополошке просторе. Топологија је једна од најмлађих грана математике, која је надовезујући се на математичку анализу и теорију скупова, својим динамичним развојем током 20. века довела до решења неколико значајних класичних математичких проблема.
Основни објекат у топологији је тополошки простор, који се дефинише као уређени пар (X, {\displaystyle \tau }) неког скупа X и подскупа његовог партитивног скупа у ознаци {\displaystyle \tau }.

## Подела
Топологија се дели на:
1. општу топологију, која се бави самим тополошким просторима
2. алгебарску топологију, у којој се проучавају тополошке инваријанте, односно особине тополошких простора које се не мењају при непрекидним пресликавањима. У оквиру алгебарске топологије се налазе још и

- геометријска топологија, која проучава многострукости и
- диференцијална топологија, која проучава диференцијална пресликавања.

## Мотивација
Мотивирајући увид иза топологије је да неки геометријски проблеми не зависе од тачног облика укључених објеката, већ пре од начина на који су спојени. На пример, квадрат и круг имају многа заједничка својства: оба су једнодимензионални објекти (са тополошке тачке гледишта) и оба раздвајају раван на два дела, део унутра и део споља.
У једном од првих радова из топологије, Леонхард Ојлер је показао да је немогуће пронаћи руту кроз град Кенигсберг (данас Калињинград) која би тачно једном прешла сваки од његових седам мостова. Овај резултат није зависио од дужине мостова или од њихове удаљености један од другог, већ само од својстава повезивања: који мостови се повезују са којим острвима или обалама реке. Овај проблем седам мостова Кенигсберга довео је до гране математике познате као теорија графова.
Слично, теорема четкања јежа алгебарске топологије наводи да се „не може рашчешљати коса на длакавој лопти, а да се не створи чуперак“. Ова чињеница је одмах убедљива за већину људи, мада они можда не препознају формалнију изјаву теореме, да на сфери не постоји непрекидно тангентно векторско поље. Као и код Кенигсбершких мостова, резултат не зависи од облика сфере; примењује се на било коју врсту глатке грудве, све док нема рупа.
Да би се решили ови проблеми који се не ослањају на тачан облик објеката, мора бити јасно на која се својства ови проблеми ослањају. Из ове потребе произилази појам хомеоморфизма. Немогућност преласка сваког моста само једном важи за било који распоред мостова који је хомеоморфан онима у Кенигсбергу, а теорема о длакавој кугли важи за било који простор хомеоморфан сфери.
Интуитивно, два простора су хомеоморфна ако се један може деформисати у други без сечења или лепљења. Традиционална шала је да тополог не може да разликује шољу за кафу од крофне, јер се довољно савитљива крофна може преобликовати у шољу за кафу стварањем удубљења и поступним повећањем, док се рупа скупља у дршку.

## Историја
Грана математике која се данас назива топологијом је настала изучавањем одређених геометријских питања. Ојлеров рад из 1736. о Кенигзбершким мостовима спада међу прве тополошке резултате. Израз топологија је у немачки језик увео Јохан Бенедикт Листинг 1847, у раду Vorstudien zur Topologie, Vandenhoeck und Ruprecht, Göttingen, pp. 67, 1848. Међутим, Листинг је већ десет година користио овај израз у препискама. Модерна топологија се у великој мери заснива на теорији скупова, коју је развио Георг Кантор крајем деветнаестог века. Кантор је, осим што је поставио основне идеје теорије скупова, такође разматрао скупове тачака у Еуклидском простору, у склопу проучавања Фуријеових редова. Анри Поенкаре је 1895. године објавио књигу Analysis Situs, у којој је увео концепте хомотопије и хомологије, који се данас сматрају делом алгебарске топологије. Морис Фреше је, обједињујући рад Кантора, Волтере, Арцеле, Адамара, Ђулија Асколија и других, 1906. увео метрички простор. Метрички простор се данас сматра посебним случајем општег тополошког простора. 1914, Феликс Хаусдорф је сковао израз тополошки простор и дао дефиницију за оно шта се данас назива Хаусдорфовим простором. У данашњем значењу, тополошки простор је благо уопштавање Хаусдорфових простора, које је 1922. дао Казимир Куратовски.
Дана 14. новембра 1750, Ојлер је писао пријатељу да је схватио важност ивица полиедра. Ово је довело до његове формуле полиедра, V − E + F = 2 (где V, E, и F означавају број врхова, ивица и лица полиедра). Неки ауторитети ову анализу сматрају првом теоријом која сигнализира рођење топологије.
Даље доприносе дали су Огистен Луј Коши, Лудвиг Шлефли, Јохан Бенедикт Листинг, Бернхард Риман и Енрико Бети. Листинг је увео термин „топологија“ у делу Vorstudien zur Topologie, написаном на његовом матерњем немачком, 1847. године, након што је ту реч користио десет година у преписци пре њеног првог појављивања у штампи. Енглески облик „topology” је коришћен 1883. у Листинговој читуљи у часопису Nature да се направи разлика између „квалитативне геометрије и обичне геометрије у којој се углавном третирају квантитативни односи”.
Њихов рад је кориговао, консолидовао и увелико проширио Анри Поенкаре. Године 1895, он је објавио свој револуционарни рад о Анализи локације, који је увео концепте сада познате као хомотопија и хомологија, који се сада сматрају делом алгебарске топологије.
| Многострукост                                          | Ојлеров број | Оријентабилност     | Бетијеви бројеви | Бетијеви бројеви | Бетијеви бројеви | Коефицијент торзије (1-дим) |
| Многострукост                                          | Ојлеров број | Оријентабилност     | b0               | b1               | b2               | Коефицијент торзије (1-дим) |
| ------------------------------------------------------ | ------------ | ------------------- | ---------------- | ---------------- | ---------------- | --------------------------- |
| Сфера                                                  | 2            | Оријентабилна       | 1                | 0                | 1                | нема                        |
| Торус                                                  | 0            | Оријентабилна       | 1                | 2                | 1                | нема                        |
| торус са 2 отвора                                      | −2           | Оријентабилна       | 1                | 4                | 1                | нема                        |
| торус са g отвора (род g)                              | 2 − 2g       | Оријентабилна       | 1                | 2g               | 1                | нема                        |
| Пројективна раван                                      | 1            | Неоријентабилна     | 1                | 0                | 0                | 2                           |
| Клејнова боца                                          | 0            | Non-Неоријентабилна | 1                | 1                | 0                | 2                           |
| Сфера са c унакрсним капама (c > 0)                    | 2 − c        | Неоријентабилна     | 1                | c − 1            | 0                | 2                           |
| 2-Многострукост са g отвора и c унакрсних капа (c > 0) | 2 − (2g + c) | Неоријентабилна     | 1                | (2g + c) − 1     | 0                | 2                           |

Модерна топологија снажно зависи од идеја теорије скупова, које је развио Георг Кантор у каснијој половини 19. века. Поред утврђивања основних идеја теорије скупова, Кантор је разматрао скупове тачака у Еуклидском простору као део свог проучавања Фуријеових редова. За даљи развој погледајте топологију скупа тачака и алгебарску топологију.
Абелова награда за 2022. додељена је Денису Саливану „за његов револуционарни допринос топологији у њеном најширем смислу, а посебно њеним алгебарским, геометријским и динамичким аспектима“.

## Тополошки простор и топологија
Тополошки простор је уређени пар скупа X и колекцијом подскупова од X (подскуп партитивног скупа X) у ознаци {\displaystyle \tau }, који задовољавају следеће особине:
1. празан скуп и X налазе се у {\displaystyle \tau }.
2. унија свих колекција скупова из {\displaystyle \tau } је такође скуп у {\displaystyle \tau }.
3. пресек сваке коначне колекције скупова из {\displaystyle \tau } је такође у {\displaystyle \tau }.

Колекција {\displaystyle \tau } се назива топологијом над X. Елементи скупа X се обично називају тачкама, мада могу бити произвољни математички објекти. Тополошки простор у коме су тачке представљене неким функцијама, назива се функционални или функцијски простор.

## Хомотопија
Хомотопија H две непрекидне функције f и g које сликају тополошки простор X у тополошки простор Y је непрекидна трансформација  тако да је за све тачке x из X, важи H(x,0)=f(x) и H(x,1)=g(x).